# Анзен (Француска)
Анзен (фр. Annezin) насеље је и општина у североисточној Француској у региону Север-Па де Кале, у департману Па де Кале која припада префектури Béthune.
По подацима из 2011. године у општини је живело 5.756 становника, а густина насељености је износила 943,61 становника/km². Општина се простире на површини од 6,1 km². Налази се на средњој надморској висини од 24 метара (максималној 53 m, а минималној 18 m).

## Демографија
| 1962. | 1968. | 1975. | 1982. | 1990. | 1999. | 2011. |
| ----- | ----- | ----- | ----- | ----- | ----- | ----- |
| 5.253 | 5.399 | 5.462 | 5.857 | 5.859 | 5.551 | 5.756 |

График промене броја становника у току последњих година